# Bhamo

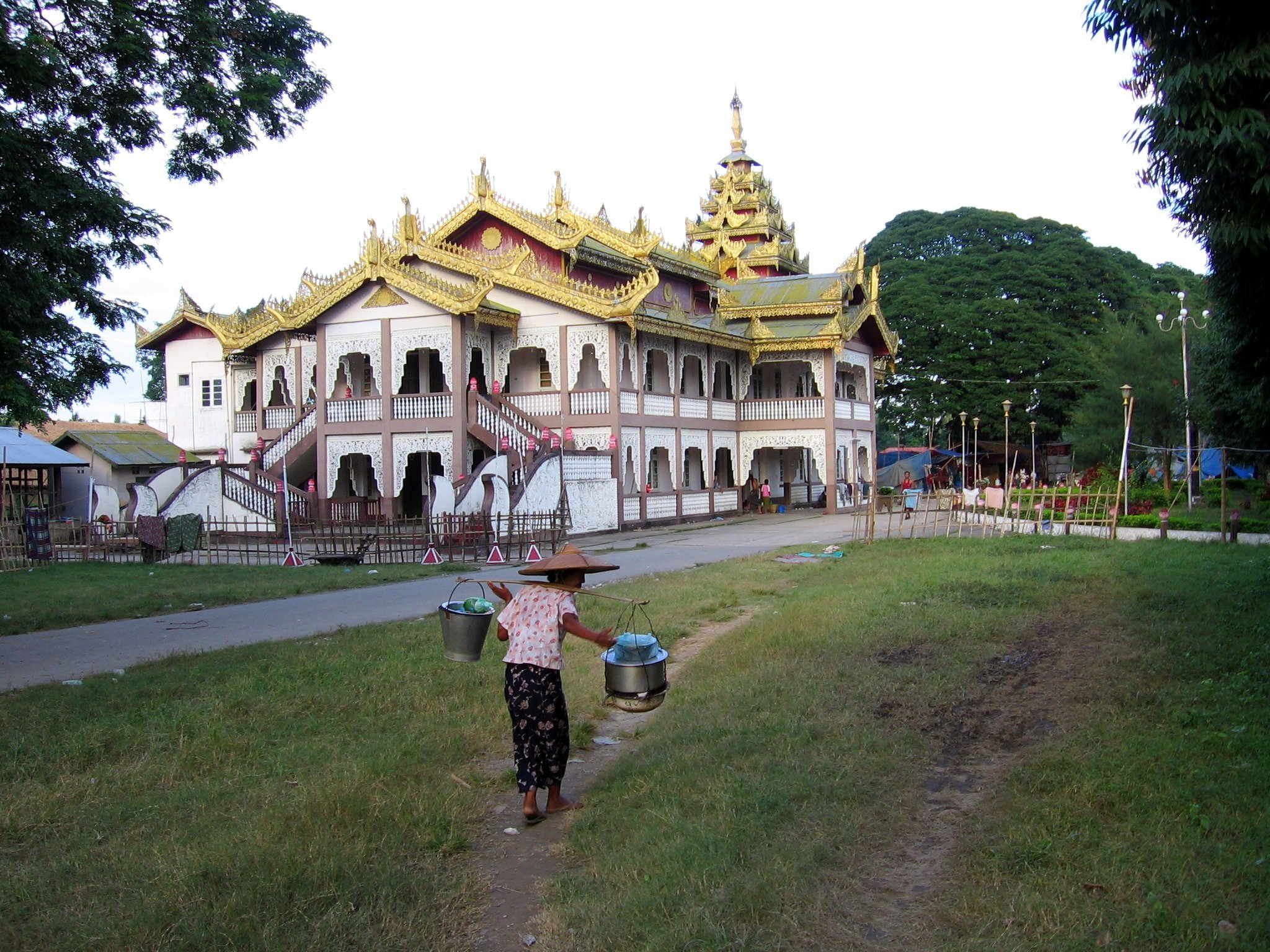
Calles de Bhamo.

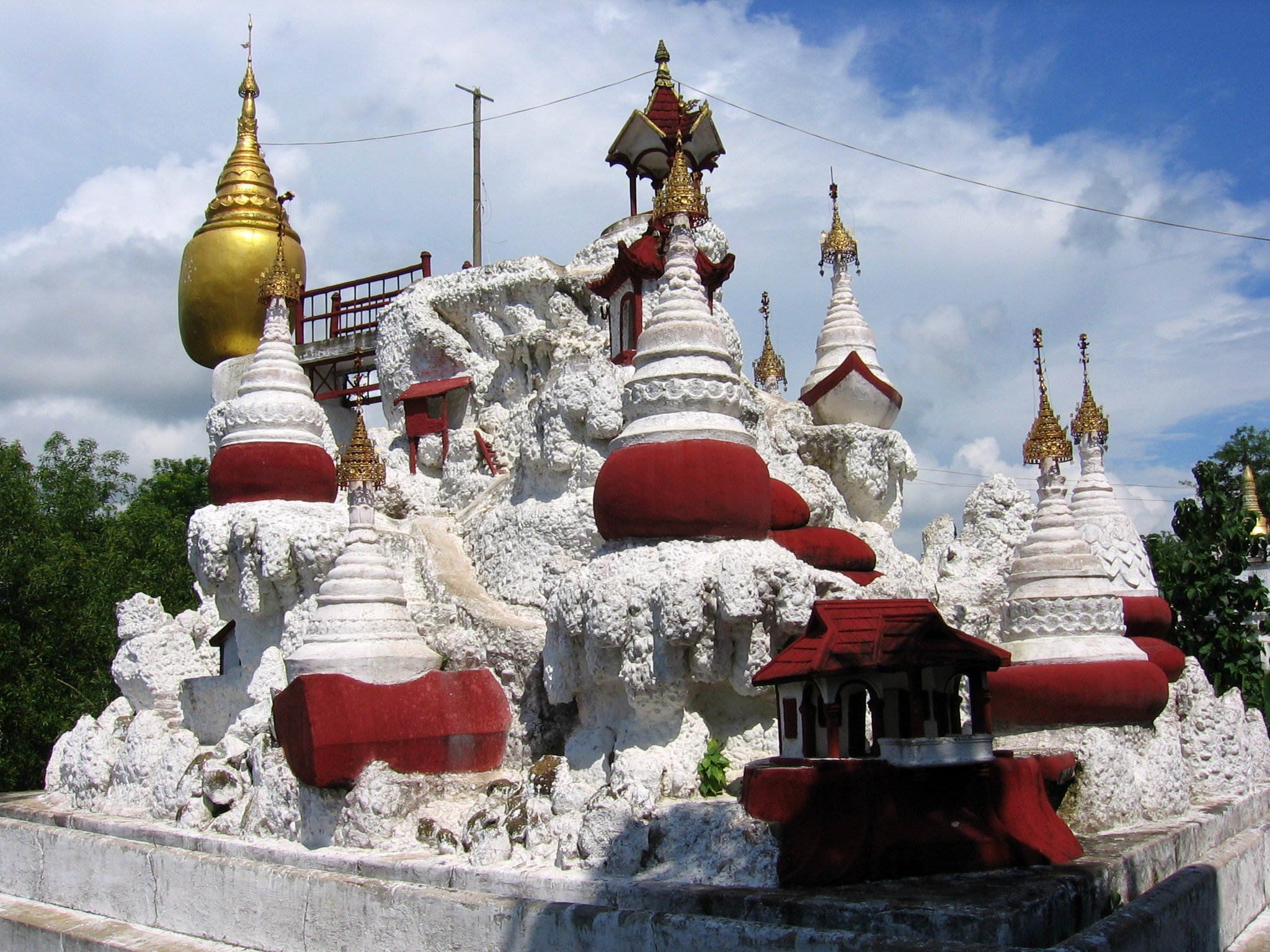
Pagoda Shwe Kyina.

Bhamo es una localidad en el estado Kachin de Birmania. Está situado a unos 186 km al sur de la capital del estado, Myitkyina. Su población aproximada (2005) es de 65.000 habitantes, mezcla de miembros de las etnias shan, kachin y han. En esta ciudad se encuentra la pagoda Theindawgyi, con una arquitectura de clara influencia tailandesa.
La ciudad está situada a orillas del río Irrawady. Es el puerto fluvial más cercano a la frontera con la República Popular China. Durante muchos años fue un enclave comercial destacado y el destino final de las caravanas que viajaban entre India y Birmania, transportando especialmente jade desde China. 

## Historia
Conocido antiguamente como Sampanago, Bhamo fue la capital del antiguo reino de Manmaw. A unos 5 kilómetros de la actual ciudad aún se pueden ver los restos de la antigua Sampanago, capital de los shan en el siglo XV. Su proximidad con la frontera China lo convirtió en un punto estratégico para el comercio con este país hasta que se construyó la llamada carretera birmana en 1939. Sin embargo, esta proximidad provocó también problemas para Bhamo que fue invadido en dos ocasiones por tropas chinas: en 1287 y de nuevo en 1760.
Esta ciudad fue una parada importante en la denominada carretera Ledo, construida durante la Segunda Guerra Mundial para garantizar el suministro a China si las tropas japonesas cortaban la carretera birmana, tal como ocurrió en 1942.
En junio de 2011 batallas entre el gobierno de Birmania y el Kachin Independence Army ocurrió cerca de Bhamo y desde el 9 de junio de 2011, la ofensiva del gobierno contra el Kachin Independence Army ha provocado miles de desplazados y muertos. El Conflicto en Kachin fue el conflicto más grande en Birmania durante 2012.